# Meeting Across the River
"Meeting Across the River" is een nummer van de Amerikaanse artiest Bruce Springsteen. Het nummer werd uitgebracht als de zevende track op zijn album Born to Run uit 1975.

## Achtergrond
"Meeting Across the River" is geschreven door Springsteen zelf en geproduceerd door Springsteen, Jon Landau en Mike Appel. De trompet wordt bespeeld door Randy Brecker, de piano door E Street Band-lid Roy Bittan en de contrabas door jazzbassist Richard Davis. Het nummer vormt op het album een brug tussen het krachtige "She's the One" en de lange afsluiter "Jungleland". Ook vormt het een brug tussen de voorgaande nummers op Born to Run, die zich afspeelden in New Jersey, en het afsluitende "Jungleland", dat in New York plaatsvindt. De personages in dit nummer steken de rivier de Hudson over om in New York hun connecties te ontmoeten.
In de tekst van "Meeting Across the River" wordt een crimineel met weinig geluk bezongen. Met zijn vriend Eddie heeft hij een laatste kans op succes, waarvoor hij een man aan de andere kant van de rivier moet ontmoeten. De verteller lijkt wanhopig: hij moet geld lenen van Eddie, die hem ook een lift moet aanbieden. Daarnaast dreigt zijn vriendin hem te verlaten omdat hij haar radio heeft verpand. Alhoewel het in de tekst niet genoemd wordt, lijkt de sombere toon van het nummer te vertellen dat de twee hun taak niet kunnen volbrengen.
"Meeting Across the River" werd uitgebracht als de B-kant van de single "Born to Run". Op de oorspronkelijke druk van het album wordt het nummer "The Heist" genoemd, waardoor het lijkt alsof de man aan de andere kant van de rivier de twee criminelen betaalt om een inbraak te plegen. Tijdens liveconcerten wordt het nummer vaak gevolgd door "Jungleland". Het nummer toont gelijkenissen met "I'm Waiting for the Man" van The Velvet Underground, waarin een drugsdeal wordt bezongen.

## NPO Radio 2 Top 2000
| Nummer met noteringen in de NPO Radio 2 Top 2000 | '16  | '17  | '18  | '19  |
| ------------------------------------------------ | ---- | ---- | ---- | ---- |
| Meeting Across the River                         | 1884 | 1953 | 1904 | 1921 |

1. ↑  Een vetgedrukt getal geeft de hoogste notering aan.
2. ↑  2016 was het eerste jaar met een notering voor dit nummer.
3. ↑  Deze tabel is bijgewerkt tot en met de laatste editie (2024).

E Street Band: Bruce Springsteen · Roy Bittan · Nils Lofgren · Patti Scialfa · Garry Tallent · Steven Van Zandt · Max Weinberg
Jake Clemons · Charles Giordano · Soozie Tyrell
Voormalige leden: Ernest Carter · Clarence Clemons · Danny Federici · Vini Lopez · David Sancious
Voormalige tourmuzikanten:
Everett Bradley · Barry Danielian · Clark Gayton · Curtis King · Suki Lahav · Ed Manion · The Miami Horns · Cindy Mizelle · Michelle Moore · Tom Morello · Curt Ramm · Jay Weinberg